# 小児脳幹部グリオーマ
小児脳幹部グリオーマ（しょうにのうかんぶグリオーマ、英: diffuse intrinsic pontine glioma、略称：DIPG）または、びまん性橋膠腫（びまんせいきょうこうしゅ）とは、脳腫瘍の一種である。別名は小児脳幹部神経膠腫。『WHO中枢神経系腫瘍分類 第4版改訂版』の定義する、びまん性正中膠腫（びまんせいせいちゅうこうしゅ、英: diffuse midline glioma）の代表的な腫瘍である。以下の説明では『小児脳幹部グリオーマ』を指す用語として略称の DIPG を用いる。

## 概要
グリア細胞が変異した癌である神経膠腫（グリオーマ）が、脳幹部（主に橋）に発生したものである。手術が不可能な部位であり、主な治療法は化学療法と放射線治療になるが、化学療法について2025年現在においても、めぼしい効果は上がっていない。主に5歳から10歳の小児に発症するが、一方で症例は少ないものの15歳以上の患者も一定数居る。
病変組織サンプルよりヒストンのH3のK27M遺伝子に変異が認められているが、未だに有効な薬剤は開発されておらず、分子標的治療薬を含む薬剤の探索段階にある。

## 症状
複視（物が二重に見える）を伴う内斜視が起こり、手足や表情に麻痺が出て、歩行がふらつき、嚥下障害が出てむせ始める。最終的には、嚥下障害で肺炎を併発したり、呼吸困難や、心停止により死を迎える。日本小児神経外科学会の資料では、生存期間の中央値は1年未満としている。日本脳腫瘍学会による診断ガイドラインでの表記も生存期間の中央値は12か月以下、1年生存率は50 %以下と、ほぼ同様の記述である。

## 発生頻度
日本国内において、年間50件前後の症例があるという。米国においては、年間約200から300件前後の新規症例があり、そのほとんどが余命1年以内であると言われている。

## 診断
MRIのT2強調画像・FLAIR画像において脳幹橋部にびまん性の白く映る高信号域を認める。MRI画像によりDIPGの存在・進展の診断は可能であるが、治療法に結びつく組織学的・生物学的悪性度の診断は、もとよりMRI画像と病変組織との比較例が少ないことから現時点では困難である。また、同じ神経膠腫であるびまん性星細胞腫や退形成性星細胞腫とは違い、病変箇所が箇所だけに、定位的生検術などの外科的組織診断は、その侵襲の大きさに対して得るものが少な過ぎ、かつ寝たきりになるなどのリスクが大き過ぎるため通常は実施されないが、中枢神経系腫瘍分類の改定に伴い病変組織の遺伝子検査症例が上がってくることから病変組織とMRI画像との関係も明らかになる可能性はある。
DIPGは当初、誤認性の低い病気だとされてきた。しかしながら、脳幹部腫瘍16名の画像を86名の小児神経外科医が診断したところ、全員が典型的あるいはDIPGとして画像所見が典型的あるは非典型的であると診断が一致した症例は存在せず、75 %以上がいずれかの診断で一致した症例が7例（43.8 %）であったとする論文が存在し、この事実は臨床現場において、DIPGとしてのMRI診断の難しさを反映した結果とされる。このことはDIPGと診断されたにもかかわらず長期生存している5名（全192症例）について後方視的に検討した論文で、うち3名のMRI所見は典型的なDIPGだと診断されていることとも符合する。このことからMRIによりDIPGの存在やその進展を診断することは可能ではあるものの、治療法に結びつく組織学的生物学的悪性度の診断は（ガイドライン作成の）現時点では困難な状態である。また、Albrightによる1993年の論文により、『DIPGの診断で生検術は不要である』とされたことにより、以降20年近くにわたり治療の大勢は外科的組織診断による裏付けなく進められたことから、対象とする論文名にDIPGが冠されていても、過去のほとんどの文献において病理学的信憑性が曖昧になったことも、分子標的薬など化学療法探索の遅れのもととして指摘せねばならない。
分子生物学的診断法の進歩から定位的生検術による組織診断の機運は高まってはいるものの、脳腫瘍生検術における診断率は一般的に95 %前後である一方で、永続的合併症の発生率も 1 %ほど出現する。このことから小児脳幹部腫瘍の定位的生検術の論文で多数例を扱った報告はまだ少なく、また効果が期待できる化学療法は現時点では存在せず有効事例も少ない。このため定位的生検術を分子生物学的検索など臨床研究に役立てる場合には、現段階では施設の倫理審査委員会の承諾を得る必要がある。
なお『WHO中枢神経系腫瘍分類 第4版改訂版』（WHO 2016年脳腫瘍病理分類）では、びまん性正中神経膠腫をH3ヒストンのK27M遺伝子変異としているため、最終的には生検の上、遺伝子診断を経なければ確定できなくなった。しかしながら、2018年5月現在、神経膠腫の遺伝子検査は保険適用ではなく、神経膠腫の遺伝子検査自体も一部の大学病院やがんセンターのみでしか実施できない。

## 治療法
予後が非常に悪く、完治を目指す治療法は2025年現在も存在しない。
延命や一時的回復を目的とした初発時の治療には、放射線療法単独を推奨する。化学療法単独または、他の悪性神経膠腫では標準治療である放射線療法とテモゾロミド併用療法は、どちらもあまり推奨されない。1回線量1.8〜2.0グレイを週5回を6週間、トータルで30回・総線量54〜60グレイを投与する。投与量が30グレイ前後を超えたあたりで、症状の改善が見られるケースが多い。しかしながら放射線治療後、5から9か月後に腫瘍の活動が再開（再燃）するとしている。この対策として一部の病院では放射線の再照射が行われている。これは、初回の6週間54〜60グレイに対して、18〜20グレイの通常分割を施行するをもので、日本脳腫瘍学会も治療ガイドライン上、生存期間延長手段として用いることを提案している。放射線療法においては、回転照射や八方向照射など、多角度からの照射が行われるが、角膜などへの後遺症を避けるべく、台に固定するマスクを作って慎重に行われる。なお橋への照射は、副作用が少ないと言われており、IQの低下などの後遺症は起きない。主な副作用として吐き気および照射箇所の頭髪の脱毛がある。その他、放射線治療中に腫瘍が腫れ、脳圧が上がることで、放射線療法の継続に支障をきたす場合がある。この場合、ステロイド剤のデキサメタゾンで脳圧を調整を図るが、放射線治療に先立ち頭蓋骨の一部を物理的に一時除去し、脳圧を下げる外減圧術（東京女子医大ほかで実施）を用いて放射線治療にかかる脳圧上昇を緩和する手法も取られる。外減圧術を行うと脳圧を調整するステロイドを減薬することが出来、ステロイドの副作用である肥満や感情の不安定などを避けることができるため、QOL向上につながるが、外減圧術を避ける医師も存在する。また、外減圧術以外ではステロイドの代わりにアセタゾラミドの処方にて脳圧をコントロールする医師もいる。

## 著名な罹患人物
宇宙飛行士であるニール・アームストロングが第2子カレンをこの病気で亡くしている。